# Beatrice Lillie
Beatrice Gladys Lillie (Toronto, 29 de maig de 1894 - Henley-on-Thames, 20 de gener de 1989), coneguda com a Bea Lillie, va ser una actriu, cantant i intèrpret còmica britànica d'origen canadenc.
Va començar a actuar de petita amb la seva mare i la seva germana. Va debutar al West End el 1914 i aviat es va fer notar en revistes i comèdies lleugeres, i es va fer coneguda per les seves paròdies d'estils d'interpretació florits a l'antiga i cançons i sketches. Va debutar a Nova York el 1924 i dos anys després va protagonitzar la seva primera pel·lícula, seguint actuant tant als Estats Units com al Regne Unit. Va estar associada a revistes escenificades per André Charlot i obres de Noël Coward i Cole Porter, i sovint va formar parella amb Gertrude Lawrence, Bert Lahr i Jack Haley.
Durant la Segona Guerra Mundial, Lillie va ser una animadora de les tropes. Va guanyar un premi Tony el 1953 per la seva revista An Evening with Beatrice Lillie.

## Primera vida i carrera
Lillie va néixer a Toronto, filla de John Lillie i la seva esposa Lucie-Ann Shaw. Algunes fonts teatrals afirmen incorrectament que el seu nom de naixement era Constance Sylvia Gladys Munston. No obstant això, la majoria de les seves necrològiques i la seva autobiografia no mencionen aquest nom, i el registre de naixements en línia de FamilySearch dona el seu nom de naixement com Beatrice Gladys Lillie.
El seu pare havia estat oficial de l'exèrcit britànic a l'Índia i més tard va ser oficial del govern canadenc. La seva mare era cantant de concerts. Lillie va actuar a les ciutats d'Ontario com a part d'un trio familiar amb la seva mare i la seva germana gran, Muriel. Finalment, la seva mare va portar les noies a Londres, Anglaterra, on va fer el seu debut al West End a l'espectacle Not Likely! Lillie va seguir això amb aproximadament una dotzena d'espectacles i revistes musicals de Londres fins al 1922. En les seves revistes, Lillie va desenvolupar els seus sketchs, cançons i paròdies. Aquests van guanyar els seus luxosos elogis del New York Times després del seu debut a Broadway el 1924 a la André Charlot's Revue of 1924, protagonitzada per Gertrude Lawrence.
En alguns dels seus trossos més coneguts, va parodiar solemnement l'estil florit de les dècades anteriors, extraient cançons com "There Are Fairies at the Bottom of Our Garden" i "Mother Told Me So" per a cada doble enteniment. Altres números ("Get Yourself a Geisha" i "Snoops the Lawyer") mostren el seu exquisit sentit de l'absurd. La seva interpretació en rutines de comèdia com "One Dozen Double Damask Dinner Napkins", (en què una matrona cada cop més intenta comprar aquests tovallons) li va valer el sobrenom de "Dona més divertida del món". Mai no va interpretar la rutina "Dinner Napkins" a Gran Bretanya perquè el públic britànic l'havia vist interpretada per Cicely Courtneidge, intèrpret de revistes angleses d'origen australià, per a qui va ser escrit.
El 1926 va tornar a Nova York per actuar. Mentre hi era, va protagonitzar la seva primera pel·lícula, Exit Smiling (1927), al costat del company canadenc Jack Pickford, el germà petit de Mary Pickford. Després va seguir The Show of Shows (1929). Després d'una gira de 1927 per l'Orpheum Circuit, Lillie va tornar a Broadway a Vaudeville al Palace Theatre el 1928 i hi va actuar freqüentment t.

## Carrera posterior
Des de finals dels anys vint fins a l'aproximació de la Segona Guerra Mundial, Lillie va creuar l'Atlàntic repetidament per actuar als dos continents. Va actuar al London Palladium el 1928. A l'escenari va estar molt temps relacionada amb les obres de Noël Coward, començant per This Year of Grace (1928) i fent la primera representació pública de "Mad Dogs and Englishmen" a The Third Little Show (1931). Cole Porter i altres van escriure cançons per a ella. Amb Bobby Clark, va aparèixer a Londres i Nova York a Walk a Little Faster, el 1935 va actuar a Broadway a At Home Abroad i el 1936 va actuar a Nova York a The Show Is On amb Bert Lahr. Va tornar a Broadway el 1939 a Set to Music i el 1944 a Seven Lively Arts. El mateix any, Lillie va aparèixer a la pel·lícula On Approval. Altres aparicions a Broadway van ser Inside USA (1948), An Evening with Beatrice Lillie (1952) (Broadway i Londres), Ziegfeld Follies of 1957, Auntie Mame (1958) (Broadway i Londres) i High Spirits (1964). Les seves poques altres aparicions cinematogràfiques van incloure un paper secundari com a revivalista a Around the World in 80 Days (1956) i com a Mrs. Meers (una marxant d'esclaves blanca) a Thoroughly Modern Millie (1967), la seva última pel·lícula.
Després de veure An Evening with Beatrice Lillie,el crític Ronald Barker va escriure: "Altres generacions poden tenir el seu Mistinguett i la seva Marie Lloyd. Tenim la nostra Beatrice Lillie i poques vegades hem vist una demostració de talent perfecte". Sheridan Morley va assenyalar a l'Oxford Dictionary of National Biography que "els grans talents de Lillie eren la cella arquejada, el llavi arrissat, la parpella que flotava, la barbeta inclinada, la capacitat de suggerir, fins i tot en material aparentment innocent, el possible doble entendre".

## Matrimoni i fills
Lillie es va casar el 20 de gener de 1920 a l'església de St. Paul, Drayton Bassett, Fazeley, Staffordshire, Anglaterra, amb Sir Robert Peel, cinquè Baronet. Després del matrimoni, va ser coneguda en la vida privada com Lady Peel. Finalment es va separar del seu marit, però la parella mai es va divorciar. Va morir el 1934. El seu únic fill, Sir Robert Peel, 6è baronet (1920-1942), va morir en acció a bord de l'HMS Tenedos al port de Colombo, Ceilan (l'actual Sri Lanka) el 1942.
Durant la Segona Guerra Mundial, Lillie era una animadora de les tropes. Abans de pujar a escena un dia, es va assabentar que el seu fill va morir en acció. Es va negar a ajornar la representació, dient "Demà ploraré". El 1948, mentre feia gires a l'espectacle Inside USA, va conèixer el cantant / actor John Philip Huck. Era un antic mariner dels Estats Units, gairebé tres dècades més jove, que es va convertir en el seu amic i company durant la resta de la seva vida, i ella va impulsar la seva carrera. A mesura que les capacitats mentals de Lillie van disminuir al final de la seva carrera, va confiar cada vegada més en Huck, les intencions i la lleialtat que tenia amb ella, els seus amics veien amb recel. Va patir un ictus a mitjan anys setanta i, el 1977, es va nomenar un conservador de la seva propietat; es va retirar a Anglaterra.

## Retir i mort
Lillie es va retirar dels escenaris a causa de la malaltia d'Alzheimer. Julie Andrews va recordar que Lillie, com a Sra. Meers a Thoroughly Modern Millie (filmada el 1966 i estrenada el 1967), va haver de ser motivada per les seves línies i sovint es confonia al plató.
Lillie va morir el 1989, als 94 anys, a Henley-on-Thames. Huck va morir d'un atac de cor l'endemà, i els dos van ser enterrats al cementiri de St Margaret's a Harpsden, Oxfordshire, prop de Henley-on-Thames.

## Filmografia
- Exit Smiling (1927) com Violet
- The Show of Shows (1929) com Performer in 'Recitations' Number
- Are You There? (1930) com Shirley Travis
- Dr. Rhythm (1938) com Mrs. Lorelei Dodge-Blodgett
- On Approval (1944) com Maria Wislack
- Around the World in 80 Days (1956) com Londres revivalist leader
- Thoroughly Modern Millie (1967) com Mrs. Meers

### Curts
- Beatrice Lillie (1929) com Ella mateixa
- Beatrice Lillie i Her Boyfriends (1930) Vitaphone Varieties short released 15 May 1930
- Broadway Highlights No. 1 (1935) com Ella mateixa
- Broadway Highlights No. 2 (1935) com Ella mateixa

## Teatre
- Not Likely (1914) (Londres)
- 5064 Gerrard (1915) (Londres)
- Samples (1916) (Londres)
- Some (1916) (Londres)
- Cheep (1917) (Londres)
- Tabs (1918) (Londres)
- Bran Pie (1919) (Londres)
- Oh, Joy! (1919) (Londres)
- Now i Then (1921) (Londres)
- Pot Luck (1921) (Londres)
- The Nine O'Clock Revue (1922) (Londres)
- Andre Charlot's Revue of 1924 (1924) (Broadway)
- Andre Charlot's Revue of 1926 (1925) (Broadway i US national tour)
- Oh, Please (1926) (Broadway)
- She's My Baby (1928) (Broadway)
- This Year of Grace (1928) (Broadway)
- Charlot's Masquerade (1930) (Londres)
- The Third Little Show (1931) (Broadway)
- Too True to Be Good (1932) (Broadway)
- Walk a Little Faster (1932) (Broadway)
- Please (1933) (Londres)
- At Home Abroad (1935) (Broadway)
- The Show Is On (1936) (Broadway)
- Happy Returns (1938) (Londres)
- Set to Music (1939) (Broadway)
- All Clear (1939) (Londres)
- Big Top (1942) (Londres)
- Seven Lively Arts (1944) (Broadway)
- Better Late (1946) (Londres)
- Inside USA (1948) (Broadway)
- An Evening with Beatrice Lillie (1952) (Broadway i Londres)
- Ziegfeld Follies of 1957 (1957) (Broadway)
- Auntie Mame (1958) (replacement for Greer Garson) (Broadway i Londres)
- A Late Evening with Beatrice Lillie (1960) (Edinburgh Festival)
- High Spirits (1964) (Broadway)

## Radio i televisió
Va ser la protagonista de 3 programes de radio:
- The Beatrice Lillie Show a NBC 4 de gener – 28 de juny de 1935
- The Flying Red Horse Tavern on CBS 7 de febrer – 22 de maig de 1936
- Broadway Merry-Go-Round on the Blue Network 6 de gener – 28 de juliol de 1937[10]

El 1950 va aparéixer a The Star Spangled Revue amb Bob Hope. (inclou l'sketch "One Dozen Double Damask Dinner Napkins" sketch.)